# 3833 Calingasta
För andra betydelser, se Calingasta.
3833 Calingasta eller 1971 SC är en asteroid i huvudbältet som korsar Mars omloppsbana. Den upptäcktes 27 september 1971 av den amerikanska astronomen James B. Gibson och den argentinske astronomen Carlos U. Cesco vid Leoncito Astronomical Complex. Den har fått sitt namn efter Calingasta i den argentinska provinsen San Juan.